# جادرولینیا
جادرولینیا (انگلیسی: Jadrolinija) شرکت کشتیرانی کروات است، که در سال ۱۹۴۷ تأسیس شد.